# Craugastor raniformis
Craugastor raniformis es una especie de anfibio de la familia Craugastoridae.

## Distribución
C. raniformis puede ser hallado en Panamá y Colombia a una altitud de 1 500 m s. n. m. en bosques tropicales y subtropicales a lo largo del río Magdalena.